# Cuvillers
Cuvillers ist eine französische Gemeinde im Département Nord in der Region Hauts-de-France. Sie gehört zum Kanton Cambrai im Arrondissement Cambrai.

## Geografie
Die Gemeinde Cuvillers liegt fünf Kilometer nördlich von Cambrai. Nachbargemeinden sind Thun-l’Évêque im Nordosten, Eswars im Osten, Ramillies im Südosten, Blécourt im Südwesten und Bantigny im Nordwesten. Durch den Südosten der Gemeinde verläuft die Autoroute A2.

## Bevölkerungsentwicklung
| Jahr                       | 1962 | 1968 | 1975 | 1982 | 1990 | 1999 | 2008 | 2013 | 2020 |
| Einwohner                  | 187  | 210  | 209  | 182  | 191  | 169  | 197  | 193  | 207  |
| Quellen: Cassini und INSEE |      |      |      |      |      |      |      |      |      |

## Sehenswürdigkeiten

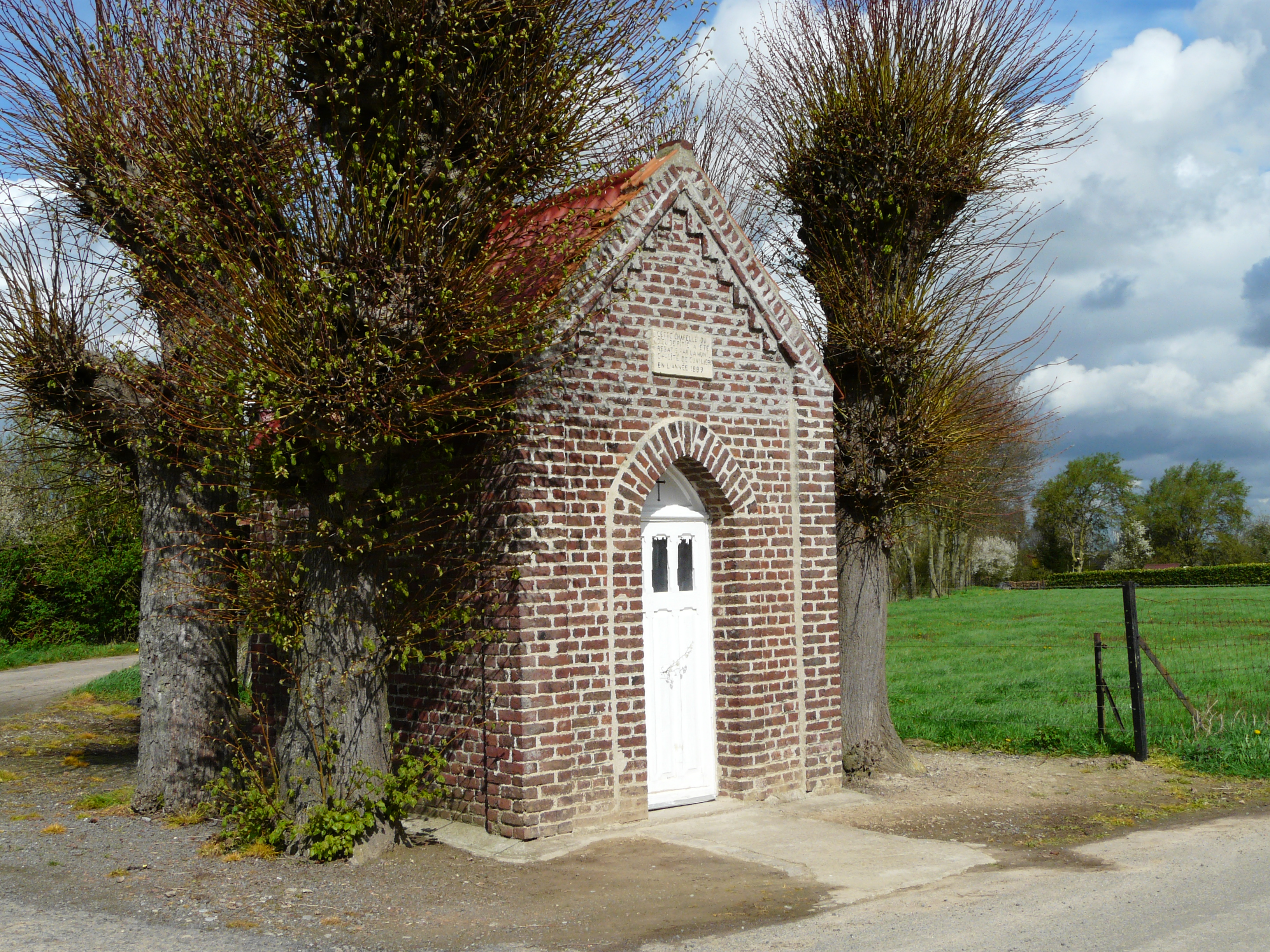
Kapelle Dieu-de-Pitié
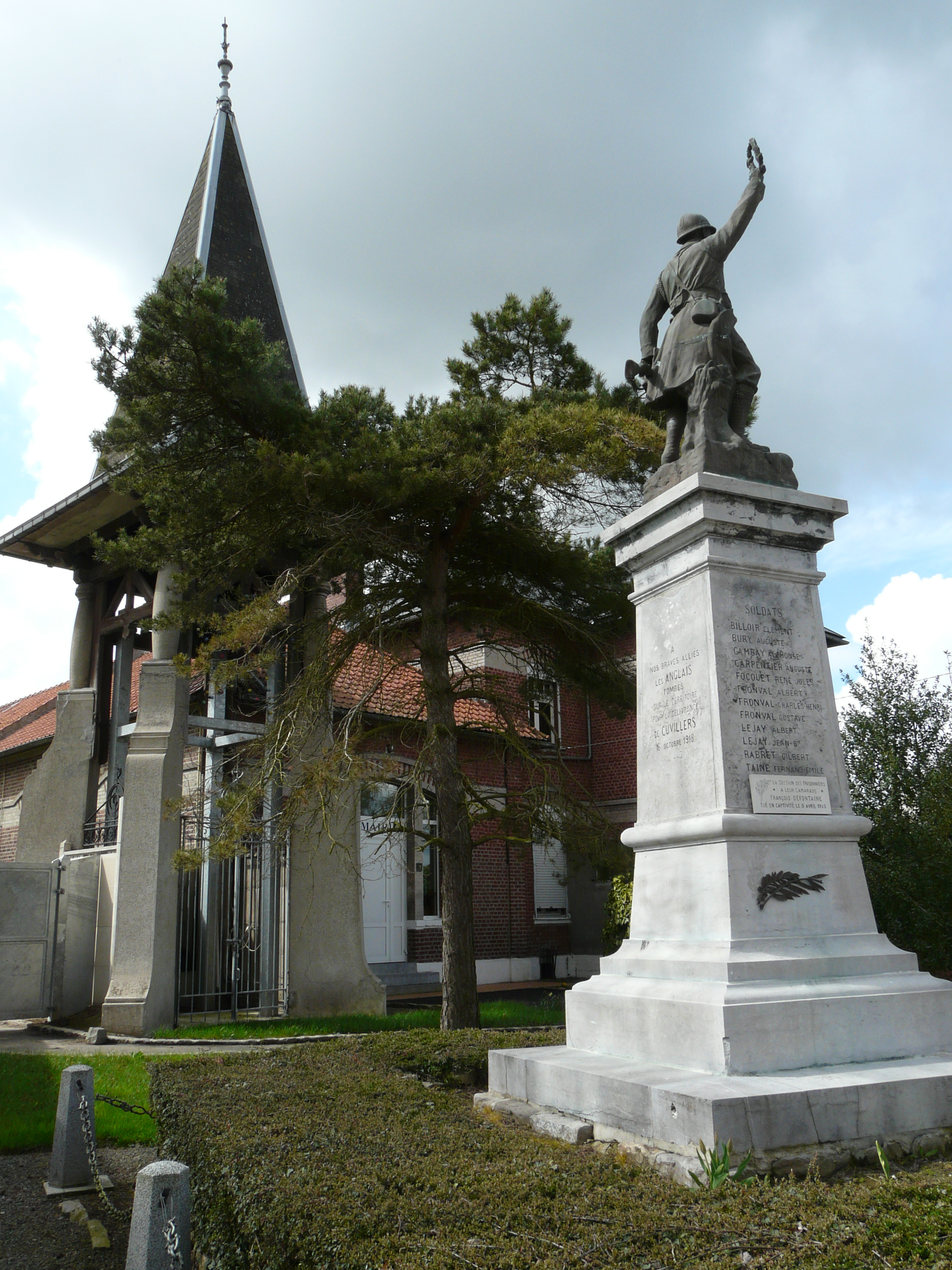
Gefallenendenkmal
- Wasserturm

- Kapelle Dieu-de-Pitié
- Gefallenendenkmal